# Garcinia barkeriana
Garcinia barkeriana là một loài thực vật có hoa trong họ Bứa. Loài này được (Urb. & Ekman) Alain mô tả khoa học đầu tiên năm 1986.